# 薄囊蘚
薄囊蘚（学名：Leptobryum pyriforme）为真蘚科薄囊蘚屬下的一个种。